# 天養院
天養院（てんよういん）は、神奈川県三浦市に所在する浄土宗の寺院。

## 歴史
1559年（永禄2年）、長沢和泉の開基である。
当寺の本尊は阿弥陀如来であるが、それとは別に薬師三尊も安置されている。特に薬師如来像は和田義盛の「身代わり薬師」とも呼ばれている。和田合戦の際、義盛は満身創痍の状態に陥っていた。ところが義盛は痛みを感じず、その代わりに念持仏の薬師如来像が流血していた。義盛主従は最終的には討ち死にすることになるが、この薬師如来の加護により、しばらく戦うことができたという。

## 文化財
- 木造薬師如来及び両脇侍立像（神奈川県指定重要文化財 昭和53年11月17日指定）[3]

## 交通アクセス
- 三崎口駅より徒歩30分。